# Cherepanovit
Cherepanovit ist ein selten vorkommendes Mineral aus der Mineralklasse der „Sulfide und Sulfosalze“ mit der chemischen Zusammensetzung RhAs und damit chemisch gesehen ein Rhodiumarsenid.
Cherepanovit kristallisiert im orthorhombischen Kristallsystem, konnte bisher aber nur in Form winziger Körner bis etwa 0,5 mm Größe gefunden werden. Das Mineral ist in jeder Form undurchsichtig (opak) und zeigt auf den Oberflächen der hellgrauen bis grauweißen Körner einen metallischen Glanz. Im Auflichtmikroskop erscheint die Farbe von Cherepanovit weiß mit orangem Stich. Seine Strichfarbe ist dagegen grauschwarz.

## Etymologie und Geschichte
Erstmals entdeckt wurde Cherepanovit in einer Seifenlagerstätte am Fluss Pekulnei im gleichnamigen Pekulnei-Gebirge im Autonomen Kreis der Tschuktschen innerhalb des russischen Föderationskreises Ferner Osten. Die Erstbeschreibung erfolgte 1985 durch N. S. Rudashevsky, A. G. Mochalov, N. V. Trubkin, N. I. Shumskaya, V. I. Shkursky und T. L. Evstigneeva (russisch: Н. С. Рудашевский, А. Г. Мочалов, Н. В. Трубкин, Н. И. Шумская, В. И. Шкурский, Т. Л. Евстигнеева), die das Mineral nach dem russischen Geologen und Mineralogen Wladimir Aleksandrowitsch Tscherepanow (russisch Владимир Александрович Черепанов, 1927–1983, englisch Cherepanov) benannten.
Das Typmaterial von Cherepanovit wird im ehemaligen Bergbau-Institut (heute Staatliche Bergbau-Universität Sankt Petersburg) in Sankt Petersburg unter der Katalog-Nr. 2103/1 aufbewahrt.

## Klassifikation
Da der Cherepanovit erst 1984 als eigenständiges Mineral anerkannt wurde, ist er in der seit 1977 veralteten 8. Auflage der Mineralsystematik nach Strunz noch nicht verzeichnet.

Einzig im Lapis-Mineralienverzeichnis nach Stefan Weiß, das sich aus Rücksicht auf private Sammler und institutionelle Sammlungen noch nach dieser alten Form der Systematik von Karl Hugo Strunz richtet, erhielt das Mineral die System- und Mineral-Nr. II/C.20-130. In der „Lapis-Systematik“ entspricht dies der Klasse der „Sulfide und Sulfosalze“ und dort der Abteilung „Sulfide mit [dem Stoffmengenverhältnis] Metall : S,Se,Te ≈ 1 : 1“, wo Cherepanovit zusammen mit Polarit, Ruthenarsenit, Sobolevskit und Wassonit im Anhang der „Nickelin-Gruppe“ mit den weiteren Mitgliedern Breithauptit, Freboldit, Hexatestibiopanickelit, Kotulskit, Langisit, Nickelin, Sederholmit, Sorosit, Stumpflit, Sudburyit und Vavřínit eingeordnet ist (Stand 2018).
Die seit 2001 gültige und von der International Mineralogical Association (IMA) bis 2009 aktualisierte 9. Auflage der Strunz’schen Mineralsystematik ordnet den Cherepanovit ebenfalls in die Klasse der „Sulfide und Sulfosalze“ und dort in die Abteilung der „Metallsulfide, M : S = 1 : 1 (und ähnliche)“ ein. Diese ist allerdings weiter unterteilt nach den in der Verbindung vorherrschenden Metallen, so dass das Mineral entsprechend seiner Zusammensetzung in der Unterabteilung „mit Nickel (Ni), Eisen (Fe), Cobalt (Co) usw.“ zu finden ist, wo es zusammen mit Modderit, Ruthenarsenit und Westerveldit die „Westervelditgruppe“ mit der System-Nr. 2.CC.15 bildet.
Auch die vorwiegend im englischen Sprachraum gebräuchliche Systematik der Minerale nach Dana ordnet den Cherepanovit in die Klasse der „Sulfide und Sulfosalze“ und dort in die Abteilung der „Sulfidminerale“ ein. Hier ist er nur zusammen mit Ruthenarsenit in der unbenannten Gruppe 02.08.17 innerhalb der Unterabteilung „Sulfide – einschließlich Seleniden und Telluriden – mit der Zusammensetzung AmBnXp, mit (m+n) : p = 1 : 1“ zu finden.

## Chemismus
In der idealisierten (theoretischen) Zusammensetzung von Cherepanovit (RhAs) besteht das Mineral aus Rhodium (Rh) und Arsen (As) im Stoffmengenverhältnis von 1 : 1. Dies entspricht einem Massenanteil (Gewichts-%) von 57,87 Gew.-% Rh und 42,13 Gew.-% As.
Die Mikrosondenanalysen (insgesamt 16) an natürlichen Mineralproben aus der Typlokalität Pekulnei in Russland ergaben allerdings eine leicht abweichende Zusammensetzung von 54,6 bis 57,9 Gew.-% Rh und 40,6 bis 43,0 Gew.-% As sowie als Beimengungen 0,82 bis 2,14 Gew.-% Ruthenium (Ru), 0,08 bis 0,94 Gew.-% Platin (Pt), 0 bis 0,17 Gew.-% Iridium (Ir) und 0,09 bis 0,34 Gew.-% Nickel (Ni).
Auf der Grundlage von einem Arsenatom wurde daraus die empirische Formel (Rh0,98Ru0,03Pt0,01Ni0,01)Σ=1,03As1,00 errechnet, die zur oben genannten Reinformel idealisiert wurde.

## Kristallstruktur
Cherepanovit kristallisiert orthorhombisch in der Raumgruppe Pmcn (Raumgruppen-Nr. 62, Stellung 5) mit den Gitterparametern a = 3,59 Å; b = 6,00 Å und c = 5,70 Å sowie vier Formeleinheiten pro Elementarzelle.

## Bildung und Fundorte
Cherepanovit bildet sich in ultrabasischen Gesteinen der ophiolithischen Zone der Koriakskho-Kamtschatka-Faltzone. Das Mineral fand sich dort verwachsen mit natürlichen Legierungen aus Pt, Ru, Ir und Os sowie unbenannten RhNiAs-Verbindungen. Als weitere Begleitminerale fanden sich Chromit, Cooperit, Ferronickelplatin, Hollingworthit, Irarsit, Isoferroplatin, Laurit, Olivin, Rutheniridosmin, Sperrylith und Tetraferroplatin.
Als seltene Mineralbildung konnte Cherepanovit nur an wenigen Orten nachgewiesen werden, wobei weltweit bisher 15 Fundstellen dokumentiert sind (Stand 2020). Außer an seiner Typlokalität am Fluss Pekulnei im Pekulnei-Gebirge im Autonomen Kreis der Tschuktschen trat das Mineral in Russland noch in weiteren Seifenlagerstätten auf. Am Fluss Miass in der Oblast Tscheljabinsk fand es sich zusätzlich vergesellschaftet mit Hongshiit, rhodiumhaltigem Irarsit und Tulameenit und in der Ir-Rh-Ni-Sulfid-Lagerstätte Centralnoye II nahe Rai-Iz (Raiz) in der Oblast Tjumen konnten als weitere Begleiter noch Cuproiridsit, Erlichmanit, Kashinit und rhodiumhaltiger Pentlandit identifiziert werden. Des Weiteren wurde Cherepanovit noch mit Gold und Platinmetallen am Fluss Koura in der Oblast Kemerowo im südlichen Sibirien und am Fluss Sisim – einem Nebenfluss des Kleinen Jenissei – in der südsibirischen Republik Tuwa sowie am „Goldfluss“ (Zolotaya river) nahe dem Chankasee im östlichen Sibirien entdeckt.
Innerhalb von Europa gibt es bisher keine dokumentierten Fundstellen für Cherepanovit. Weitere Fundorte sind nur noch in Brasilien (Curionópolis), Indien (Davanagere Distrikt), Japan (Misato, Präfektur Kumamoto), Kanada (Thunder Bay District), Neuseeland (Südinsel), Südafrika (Limpopo, Mpumalanga) und im US-Bundesstaat Alaska (Bethel Census Area) bekannt.